# 光果龍葵
光果龍葵（学名：Solanum americanum）又名少花龙葵，为茄科茄屬下的一个种。其种加词“americanum”意为“美洲的”。
外型與龍葵非常相似。

## 扩展阅读
- 維基物種上的相關：光果龍葵